# Karl Olfers

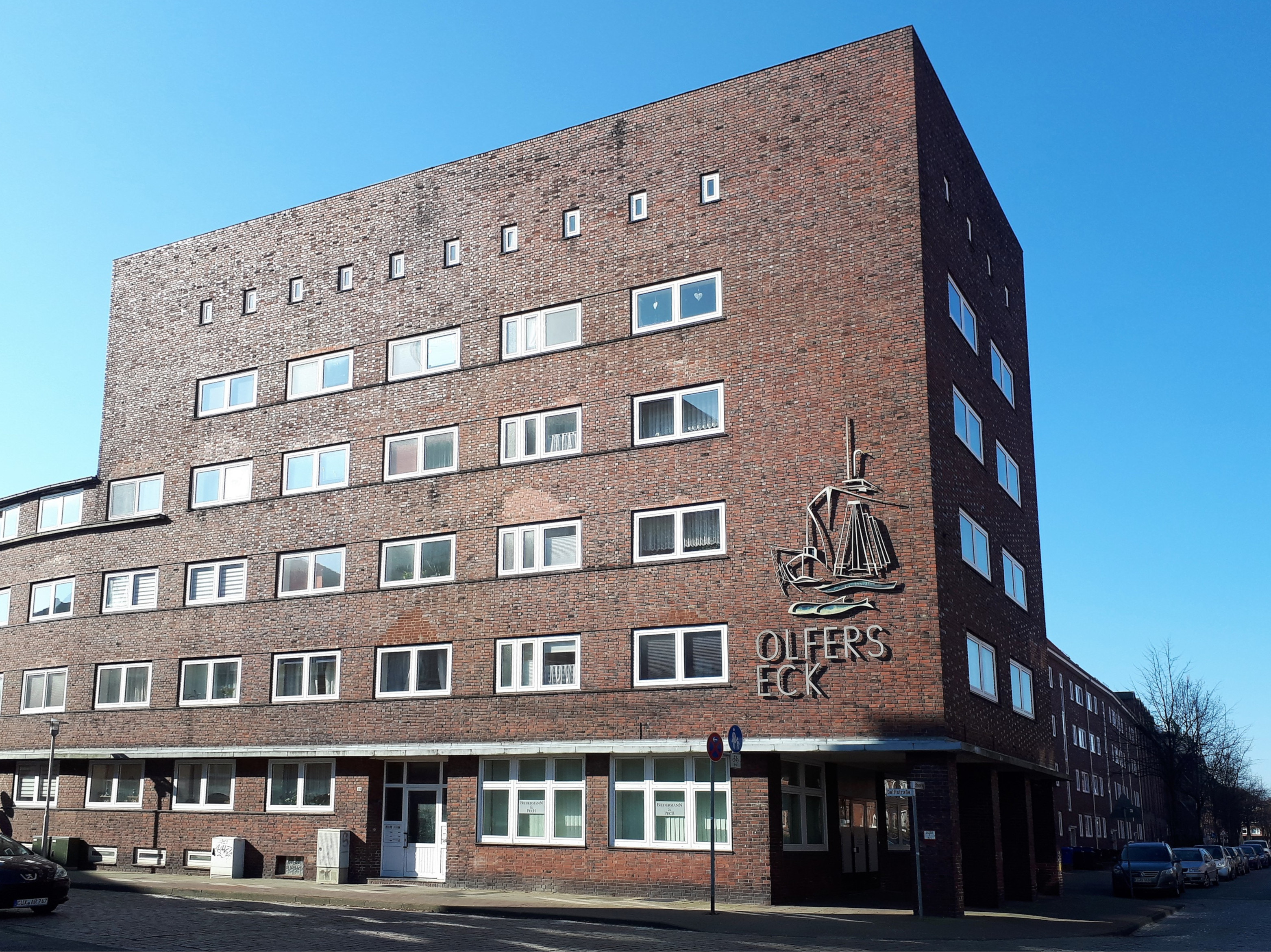
Olfers Eck in der Delftstraße Cuxhaven

Karl Olfers (* 14. April 1888 in Dorum; † 22. April 1968 in Cuxhaven) war ein deutscher Politiker (SPD). Er war von 1946 bis 1952 und von 1956 bis 1966 Oberbürgermeister Cuxhavens und von 1946 bis 1955 und von 1959 bis 1963 Präsident des Niedersächsischen Landtages.

## Biografie

### Ausbildung und Beruf
Olfers besuchte die Volksschule und Fortbildungsschulen. Danach erlernte er das Zimmerhandwerk. Von 1909 bis 1911 war er Soldat, er nahm am Ersten Weltkrieg teil.
Von 1925 bis 1933 war er Geschäftsführer der Bauhütte Cuxhaven, das 1922 von der Arbeiterbewegung gegründete Wohnungsbauunternehmen. Die Wohnbauten der Bauhütte aus der Zwischenkriegszeit mit den Klinkerfassaden, prägen das Stadtbild von Cuxhaven. Bekannt war die „Olfersche Steinwährung“ während der Inflationszeit, als Backsteine als Notgeld im Handel verwendet wurden.
Von 1933 bis 1944 arbeitete er, nachdem er unter dem NS-Regime aller Ämter enthoben und wiederholt wegen Widerstandes verhaftet wurde, als Versicherungsvertreter. 1944 wurde er zum Wehrdienst eingezogen.

### Politik
Olfers trat 1907 in eine Gewerkschaft und 1912 in die SPD ein. Ab 1919 wurde er Stadtvertreter, Magistratsmitglied und ab 1924 Zweiter Bürgermeister Cuxhavens, als Vertreter von Max Bleicken (DDP). Er war 1933 Mitglied des Landesausschusses, des Aufsichtsrates der staatlichen Fischereigesellschaft und anderer öffentlicher Gesellschaften, bevor er vom NS-Regime aller Ämter enthoben und wiederholt wegen Widerstandes verhaftet wurde.
Von 1919 bis 1933 war Olfers für die SPD Mitglied der Hamburgischen Bürgerschaft; Cuxhaven gehörte von 1394 bis 1937 zum hamburgischen Staatsgebiet.
Nach 1945 beteiligte er sich am Wiederaufbau der SPD in Cuxhaven und der Weserregion. Zudem wurde er 1945 Stadtrat und 1946 Oberbürgermeister von Cuxhaven, was er bis 1952 blieb. Von 1956 bis 1966 war er erneut Oberbürgermeister von Cuxhaven.
1946 wurde er in den niedersächsischen Landtag gewählt, dessen Präsident er von 1946 bis 1955 und von 1959 bis 1963 war.

## Ehrungen
- Großkreuz des Verdienstordens der Bundesrepublik Deutschland (1954)
- Großes Verdienstkreuz des Niedersächsischen Verdienstordens
- Ernennung zum Ehrenbürger von Cuxhaven (1966)
- Der Karl-Olfers-Platz in Cuxhaven wurde nach ihm benannt.
- Das Mehrfamilienhaus Olfers-Eck in Cuxhaven erhielt 1964 seinen Namen.
- Das Ehrenmal auf dem Friedhof Brockeswalde in Cuxhaven